# Gustav Heinrich Bassermann
Gustav Heinrich Bassermann, född den 12 juli 1849 i Frankfurt, död den 29 augusti 1909 i Samaden, var en frisinnad protestantisk teolog.
Bassermann var son till Friedrich Daniel Bassermann.
Bassermann, som sedan 1880 var professor i praktisk teologi i Heidelberg, utgav 1875–1891 tillsammans med konsistorialrådet Rudolph Ehlers Zeitschrift für praktische Theologie och var själv en flitig författare på den praktiska teologins område.